# Louisa Jordan
Louisa Jordan (Glasgow, 24 luglio 1878 – Kragujevac, 6 marzo 1915) è stata un'infermiera scozzese morta in servizio durante la Prima Guerra Mondiale.

## Biografia

### Primi anni di vita e carriera infermieristica
Louisa Jordan nacque al 279 di Gairbraid Street (ora Maryhill Road) nella zona di Maryhill a Glasgow, in Scozia, nel luglio 1878. I suoi genitori, entrambi irlandesi, erano Henry Jordan, un miscelatore di biacca e vernice, ed Helen (o Ellen) Jordan, e tra i suoi 10 fratelli (di cui 3 morirono durante l'infanzia) c'erano Helen (o Ellen), David, Elizabeth e Thomas. La famiglia viveva al 30 di Kelvinside Avenue (ora Queen Margaret Drive a North Kelvin).
Nel 1901 fu impiegata in una fabbrica di mantelli. Iniziò la sua carriera infermieristica a Quarrier's Homes, un sanatorio di Bridge of Weir, prima di trasferirsi allo Shotts Fever Hospital. Trascorse 5 anni presso il 1st Poor Law Crumpsall Hospital di Manchester, dove diventò suora responsabile di uno dei reparti ed acquisì una vasta esperienza infermieristica generale, prima di tornare in Scozia, inizialmente a Edimburgo e poi lavorando a Strathaven, come infermiera al Queen Victoria Jubilee. Da Strathaven fu trasferita a Buckhaven, Fife, dove era infermiera di distretto.

### Servizio durante la prima guerra mondiale

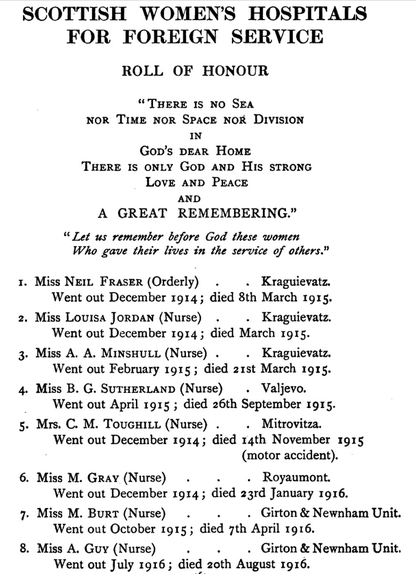
Scottish Women's Hospitals roll of honour

Lavorando come infermiera a Buckhaven all'inizio della prima guerra mondiale, la Jordan si arruolò con lo Scottish Women's Hospitals for Foreign Service nel dicembre 1914.
Si unì alla prima unità serba sotto il comando di Eleanor Soltau. Partirono da Southampton a metà dicembre. All'arrivo a Salonicco, in Grecia, l'unità fu schierata a Kragujevac. Inizialmente curava i soldati feriti in guerra allo Scottish Women's Hospital.
Durante l'epidemia di tifo serba all'inizio del 1915, fu incaricata del nuovo reparto contro il tifo. La Jordan si era offerta volontaria per curare Elizabeth Ross, che stava morendo di tifo, e la stessa Jordan morì di malattia nel marzo 1915. Si dice che anche un'infermiera di Edimburgo, Margaret Neill Fraser, sia morta di tifo nello stesso periodo, mentre curava i malati in Serbia.
La Jordan fu sepolta nel Cimitero Militare del Commonwealth di Niš, dove viene ricordata ogni anno in Serbia insieme ad altre infermiere che prestarono servizio durante l'epidemia di tifo e febbre ricorrente del 1915. Sulla sua tomba (D. 5), senza emblema religioso, è incisa la scritta UN AMORE PIÙ GRANDE NON HA NESSUN UOMO. In Scozia è commemorata al Buckhaven War Memorial e alla chiesa parrocchiale di Kelvinbridge a Glasgow. Il suo nome è anche incluso in un pannello commemorativo alla Cattedrale di York.

### Louisa Jordan NHS
Nel 2020 fu annunciato dall'NHS Scotland che l'ospedale NHS Louisa Jordan di Glasgow, un ospedale di terapia intensiva d'emergenza costruito per affrontare la pandemia COVID-19, avrebbe dovuto prendere il suo nome.
La segretaria della salute scozzese Jeane Freeman ha dichiarato che "Lei è una persona che forse è stata forse meglio ricordata in Serbia che in Scozia. Questo ospedale è un tributo appropriato al suo servizio e al suo coraggio".